# Маріо Біні
Маріо Біні (італ. Mario Bini, 15 жовтня 1918, В'яреджо - 29 жовтня 2012, Рим) - італійський адмірал, начальник генерального штабу ВМС Італії протягом 1980-1981 років.

## Біографія
Маріо Біні народився 15 жовтня 1918 року у В'яреджо. У 1940 році закінчив Військово-морську академію в Ліворно, отримавши звання гардемарина. Брав участь у Другій світовій війні на борту крейсера «Зара» та есмінця «Гранатьєре».
Пізніше ніс службу у Військово-морській академії та Інституті гідрографії військово-морських сил.
Після закінчення війни, отримавши звання лейтенанта, командував тральщиками «Олеандро», «Вербена», «Мугетто». Після отримання звання капітана III рангу, командував ескортними есмінцями «Андромеда», потім «Альтаїр». Отримавши звання капітана II рангу, командував 4-ю ескадрою корветів.
З липня 1961 року по липень 1963 року був начальником операційного відділу Командування НАТО у центральному Середземномор'ї.
Отримавши звання капітана I рангу, командував крейсером-вертольотоносцем «Кайо Дуіліо», потім був начальником операційного відділу у генеральному штабі збройних сил Італії.
Після отримання звання контрадмірала Маріо Біні протягом 1969-1972 років був представником Італії в Північноатлантичній раді. Отримавши звання дивізійного адмірала, командував 4-3 морською дивізією, потім Центром підготовки морської авіації в Таранто. 
Після отримання звання ескадреного адмірала з червня 1975 року по грудень 1978 року був командувачем Військово-морського командування в Іонічному морі та протоці Отранто. У січні 1979 року був призначений командувачем Військово-морського командування в Тірренському морі та Військово-морських сил союзників у південній Європі (COMNAVSOUTH).
З 1 лютого 1980 року по 15 жовтня 1981 року був начальником генерального штабу військово-морських сил Італії.
Є автором низки публікацій на військово-морську тематику. Почесний член Королівського інституту навігації (англ. Royal Institute of Navigation).
Помер 29 жовтня 2012 року.

## Нагороди
- Кавалер Великого хреста Ордена «За заслуги перед Італійською Республікою»